# Bancos Oceánicos del Caribe Hondureño Norte
Los Bancos Oceánicos del Caribe Hondureño Norte es un conjunto de bancos oceánicos que se encuentran en el mar caribe hondureño, (Zona Económica Exclusiva de  Honduras en el caribe). Se encuentra en la Cordillera de Caimán luego de la Fosa de las Caimán, al Norte de Islas de la Bahía (Útila, Roatán, Guanaja y Islas del Cisne). El conjunto principal, Bancos Oceánicos Norte, se encuentra al norte de Islas del Cisne posterior a la Fosa de las Caimán. 
Se estableció en el «Tratado entre el Gobierno de Honduras y el Gobierno del Reino Unido de la Gran Bretaña e Irlanda del Norte sobre la delimitación de los espacios marítimos entre las Islas Caimán y la República de Honduras» una zona marítima de régimen especial en la que se reconocían los derechos de pesca comercial tradicional a favor de  Islas Caimán, bajo un reglamento establecido en el Anexo B al tratado antes mencionado. Cubriendo esta zona únicamente a a los bancos Rosario Bank, zona intermedia y Misteriosa Bank. 
Coordenadas de Zona de Régimen Especial entre  Islas Caimán y  Honduras:
- Norte (cubriendo Misteriosa Bank)
  - 1: 18°57'00.0"N 84°02'00.0"W
  - 2: 18°57'00.0"N 83°38'00.0"W
- Zona intermedia
- Sur (cubriendo Rosario Bank)
  - 3: 18°25'00.0"N 83°56'00.0"W
  - 4: 18°25'00.0"N 84°12'00.0"W

Tiene la forma de un trapecio escaleno, con la base menor en la parte inferior.

## Historia
Fueran descubiertas por el imperio español. Ya era representado en mapas antiguos, aunque en mayoría solo se representaba Misteriosa Bank, en otras ocasiones no se mencionaba ningún banco oceánico, dado que son plataformas submarinas difíciles de sondear para la época. 